# استوديو دراغون
استوديو دراغون (بالكورية: 스튜디오드래곤)؛ هي شركة إنتاج وتسويق وتوزيع وتخطيط دراما كورية جنوبية تابعة لقسم سي جاي إي أند إم إنترتينمنت، التابع لشركة سي جيه قروب تم تأسيسها في 3 مايو 2016 كفرع خاص بصناعة المحتوى في قسم E&M. وهي شركة شقيقه لكل من شبكة تي في إن، أو سي إن، وهي مسؤول بشكل أساسي لأعمال tvN، وأحيانًا تستعين بمصادر خارجية للدراما الأرضية مثل الشبكات العامة، انضمت الشركة إلى مؤشر KOSDAQ الخاص بي (بورصة كوريا) وهو نفس المؤشر الذي تم تضمين الشركة الأم فيه، من خلال طرح عام أولي في 24 نوفمبر 2017.
عقدت استوديو دراغون شراكة مع نتفليكس بعشرات من دراما تي في ان مثل هبوط طارئ للحب ولا بأس أن لا تكون بخير وغيرها. من المتوقع أن تنتهي شراكتهم في عام 2022 مع CJ ENM، الشركة الام ل استوديو دراغون، بقرار التركيز على تيفينج بعد الاندماج مع منصة سيزن التابعة لكي تي.

## أعمال الإنتاج
لا تقوم الشركة غالباً في الإنتاج المباشر، بل تستعين بشركات إنتاج مستقلة للعمل على العناوين، يكون دور الاستوديو الرئيسي في تخطيط وادارة العناوين ورأس المال والتوزيع بجانب تي في ان، تحت اشراف قسم الترفية سي جاي إي ان إم إنترتينمنت ديفيشن.

## الشعار
شعار إستوديو دراغون، الذي يطلق عليه «دراما براغون»، مستوحى من سينتاماني، جوهرة تحقق الأمنيات في كل من التقاليد الهندوسية والبوذية. إنها تمثل الثقافة الآسيوية التي تريد الشركة تمجيدها من خلال كل إنتاج تقوم به.

## أعمال مشتركة
أعمال تم انتاجها بشراكة مع قناة كي بي إس. 
| عام        | عنوان                    | القناة     | تخطيط                | فريق الانتاج                | نوع            | الحلقات        | مراجع         |
| ---------- | ------------------------ | ---------- | -------------------- | --------------------------- | -------------- | -------------- | ------------- |
| 2016       | " في الطريق إلى المطار " | كي بي اس 2 | قسم الدراما كي بي اس | إستوديو دراغون              | دراما عائلية   | 16             | [ 16 ]        |
| 2017       | حياتي الذهبي             | كي بي اس 2 | قسم الدراما كي بي اس | إستوديو دراغون              | دراما عائلية   | 52             | [ 17 ]        |
| 2020       | مرة أخرى                 | كي بي اس 2 | قسم الدراما كي بي اس | إستوديو دراغون و بون فكتوري | دراما عائلية   | 100 (35 دقيقة) | [ 18 ] [ 19 ] |
| يحدد لاحقاً | وعد بلا مبالاة           | كي بي اس 2 | قسم الدراما كي بي اس | إستوديو دراغون              | دارما انتقامية | 100 (35 دقيقة) |               |

## الإدارة الحالية
وفقًا للمدير التنفيذي للشركة، يدير استوديو دراغون حاليًا 133 مخرجً وكاتبً تحت مختلف الشركات التابعة لها. ازداد العدد إلى 279. مع تقليل الاستشمار في  OCN بهدف تركيز على TVING تم نقل جميع موظفي الانتاج من OCN الى الاستوديو.

## شركات ذات صلة

### شركات تابعة[22][21]
- كولتر ديبوت (الرئيس التنفيذي: كيم سون-جونغ)
- هوا آند دام بيكتشرز (الرئيس التنفيذي: يون ها-ريم)
- كي بي جي كوربوراتشن (الرئيس التنفيذي : جانغ جين-ووك)

### مشاريع مشتركة
- ميجا مونتسر (مع كاكاو إم) (الرئيس التنفيذي : لي جون-هو)

### شركات شقيقة
- آستوري (الرئيس التنفيذي : لي سانغ-بايك)
- جي ٱس بيكتشرز (الرئيس التنفيذي: لي جين-سوك)

## الجهات الشريكة
- تي في إن
- أو سي إن
- تيفينج
- دراما فيفر.[23]
- لوين إنترتينمنت.[24]
- أمازون برايم.[25]
- نتفلكس.[25]
- شبكة إيه إم سي التلفزيونية.[25]
- آي تي في.[25]
- مجموعة لازادا.[26]

## روابط خارجية
استوديو دراغون على موقع IMDb (الإنجليزية)